# Rivière de la Ramée
La rivière de la Ramée est un cours d'eau de Basse-Terre en Guadeloupe prenant sa source dans le parc national de la Guadeloupe sur le territoire de Sainte-Rose et se jetant dans la mer des Caraïbes.

## Géographie
Longue de 12,6 km, la rivière de la Ramée prend sa source à 620 m d'altitude, sur les pentes nord-est des crêtes de la Barre de l'île, située sur le territoire de la commune de Sainte-Rose où elle s'écoule tout au long de son cours vers le nord-est.
Elle est alimentée par les eaux de différentes petites ravines, plus ou moins asséchées suivant les saisons, puis par son principal affluent la rivière des Bois avant de se jeter dans le Grand Cul-de-sac marin de la mer des Caraïbes à la plage de la Ramée entre les lieux-dits de La Ramée – dont elle tient son nom – et de Comté de Lohéac. Une partie de ses eaux sont détournées dans le canal du Comté alimentant les industries et élevages situés dans la zone homonyme.

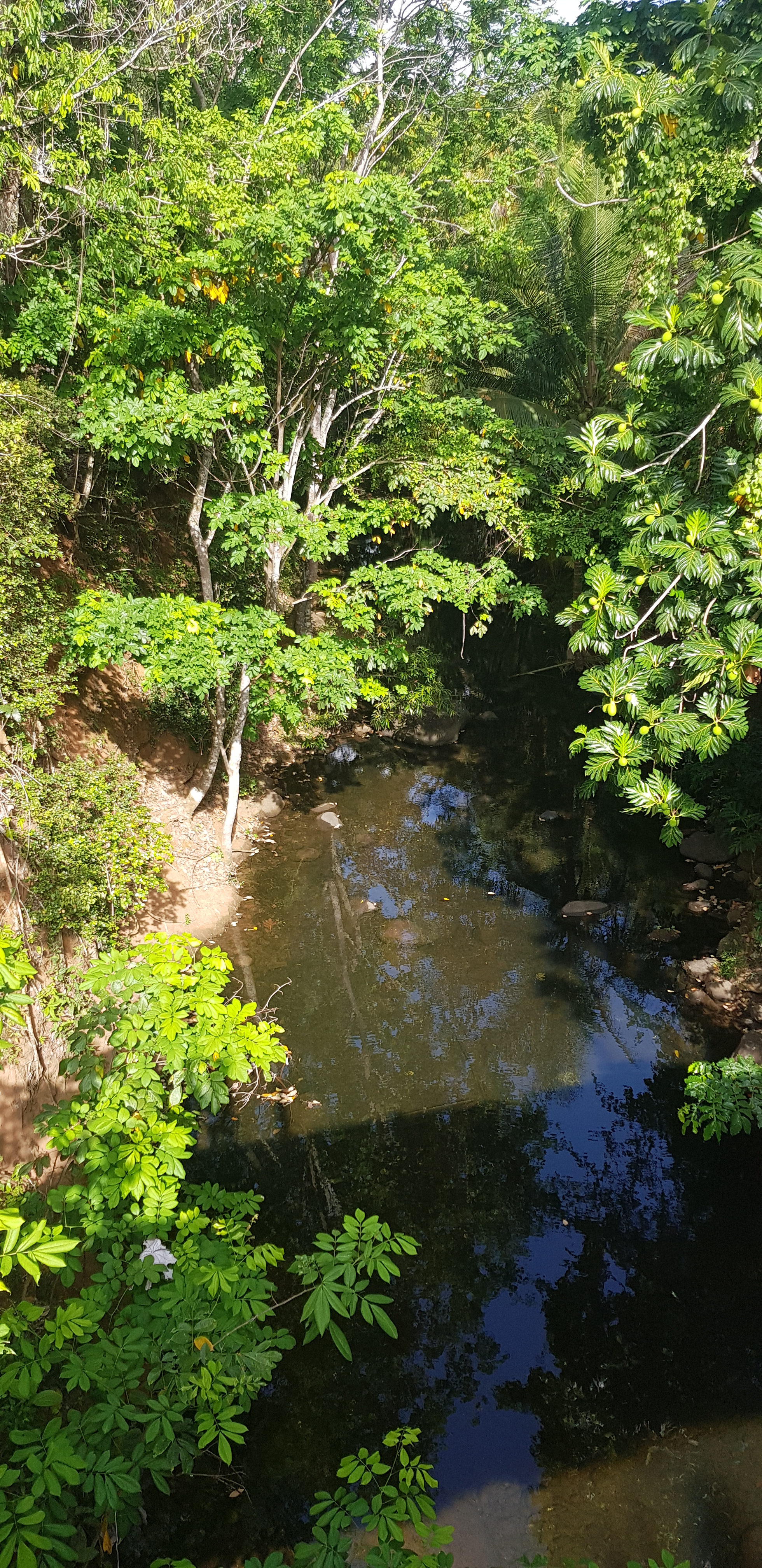
La rivière de la Ramée vue de la Nationale 2
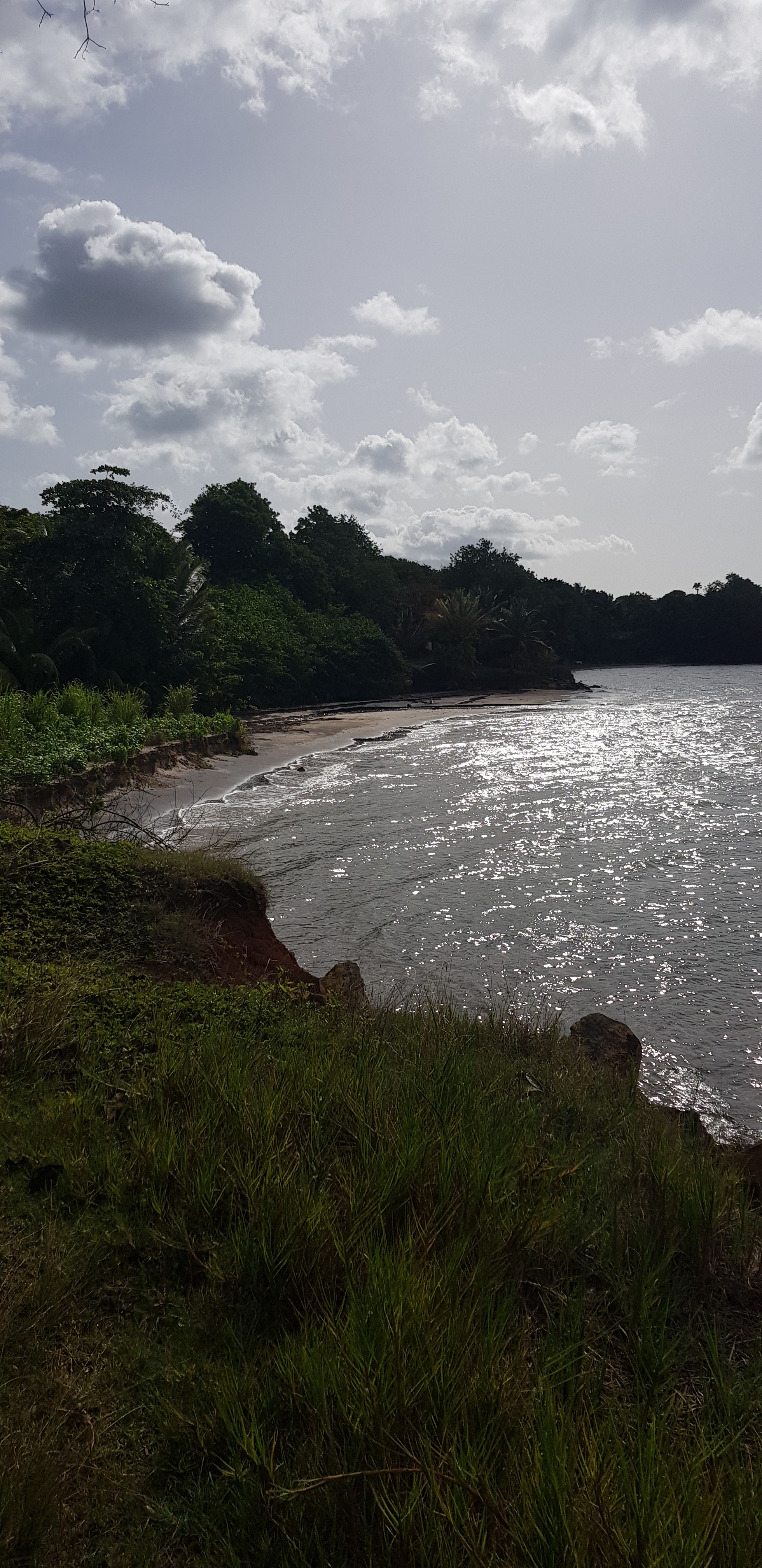
Anse Saint-Denis à l'embouchure de la rivière de La Ramée
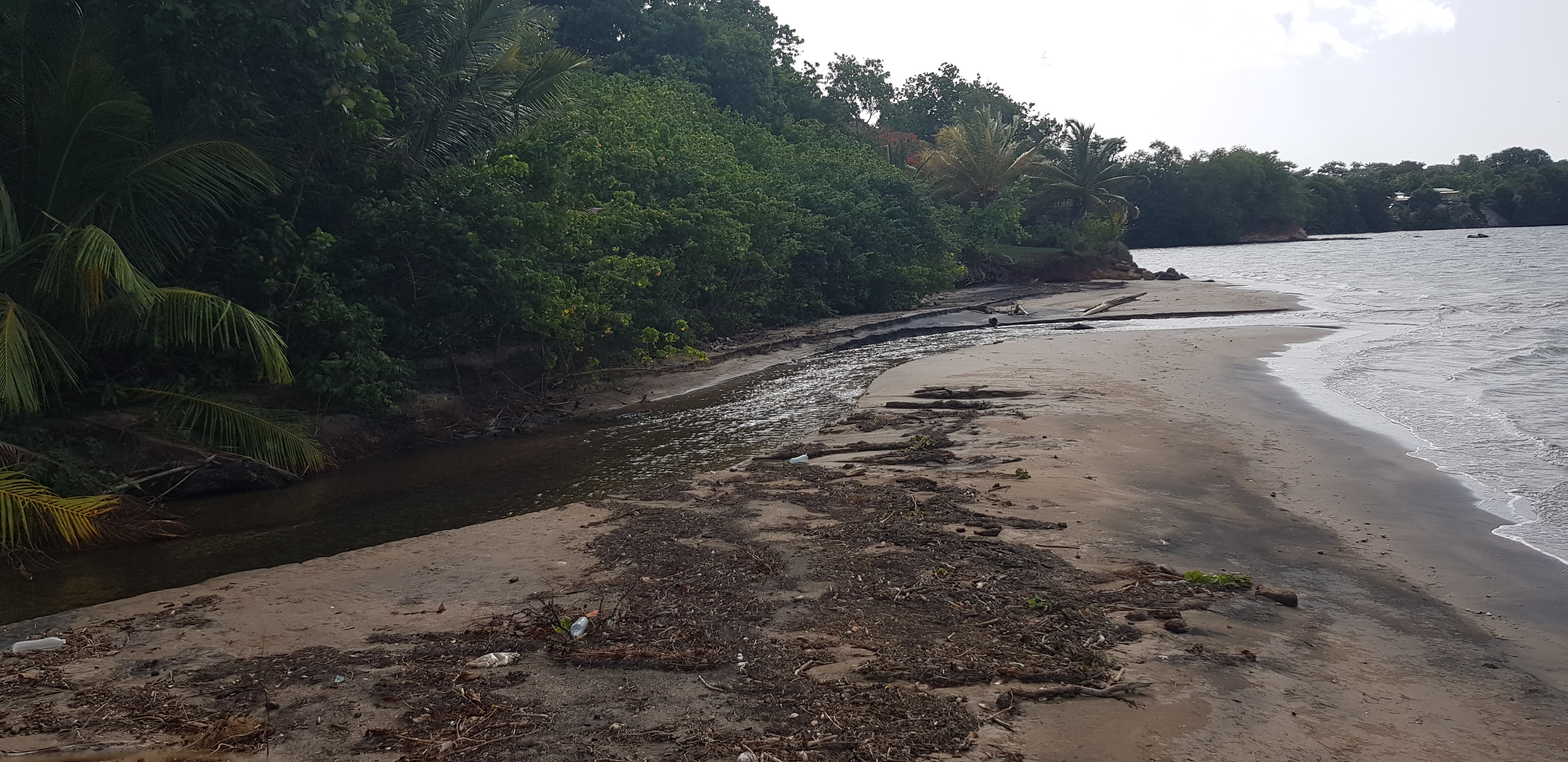
Embouchure de la rivière de la Ramée
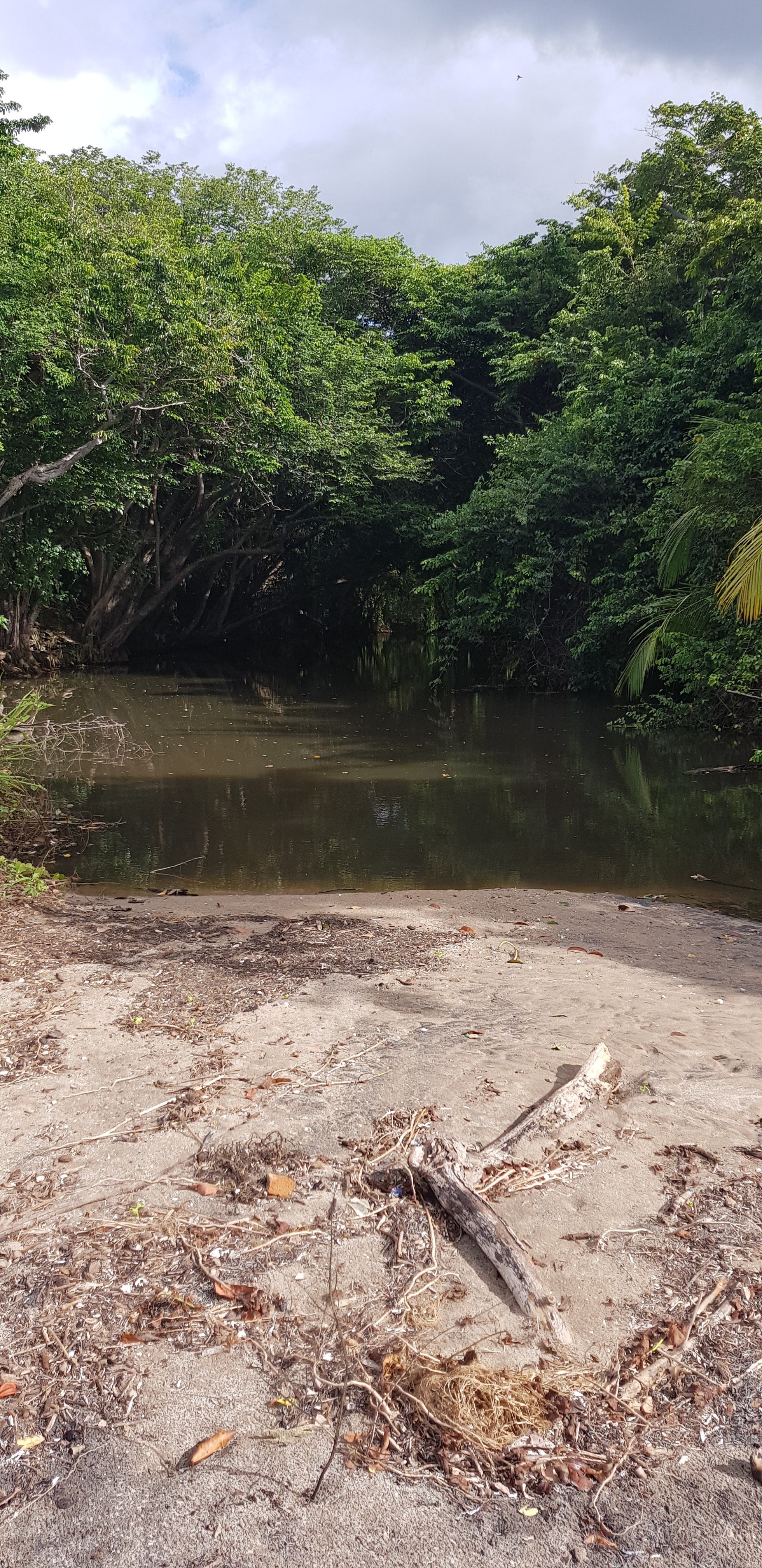
Embouchure vue de face

## Histoire
En juin 2018 le corps d'un homme âgé d'une soixantaine d'années est retrouvé, en partie immergé à l'embouchure de la rivière. 